# Zeilenbau

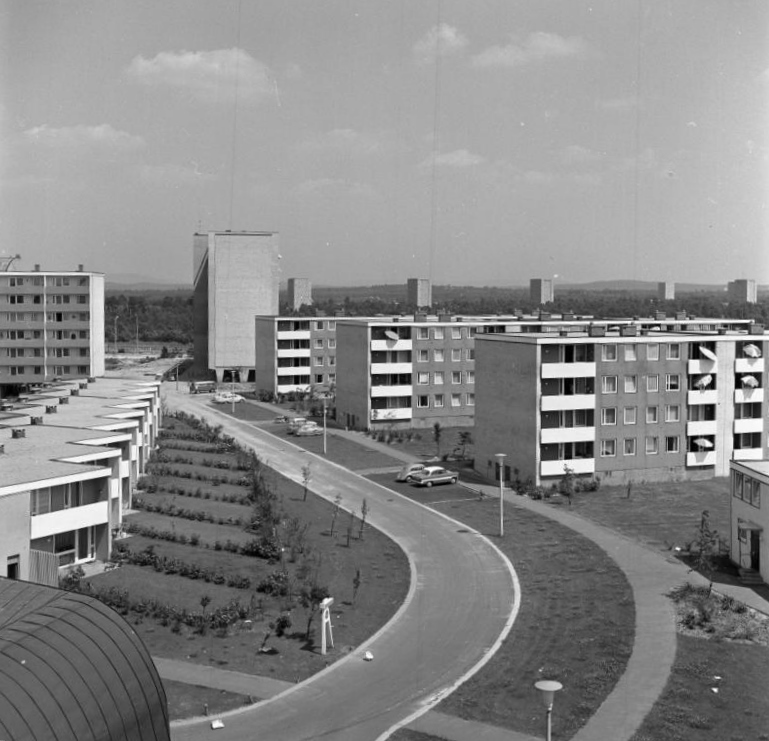
Zeilenbau in der Parkwohnanlage Zollhaus, Nürnberg 1961

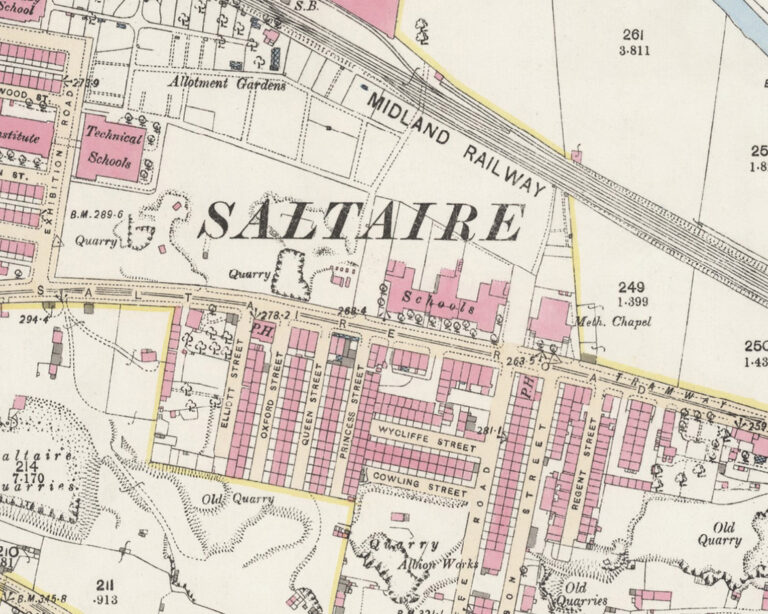
Zeilenbau in Saltaire, England, 1893

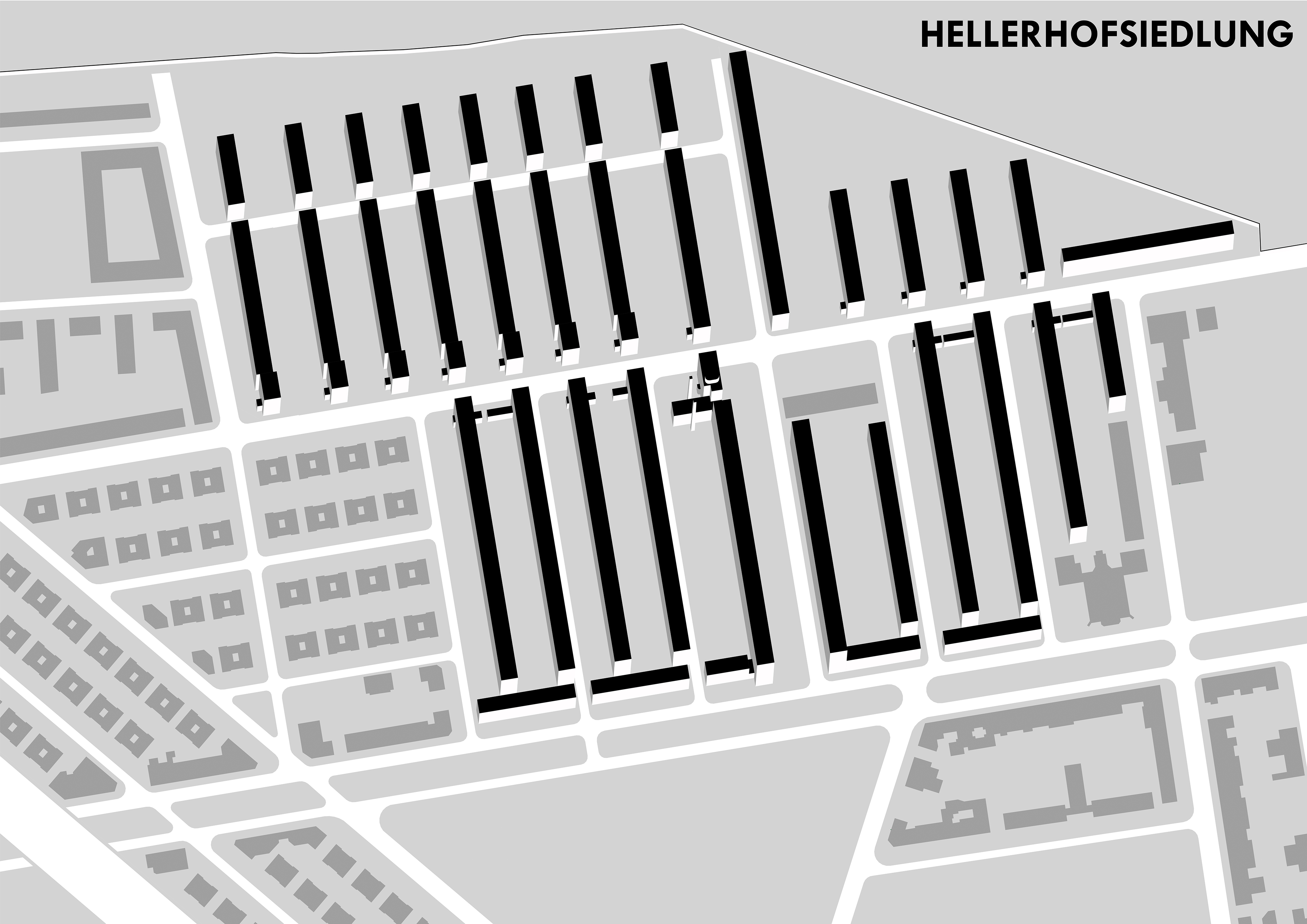
Hellerhofsiedlung in Frankfurt Blockbildung durch Zeilen, 1901–1904

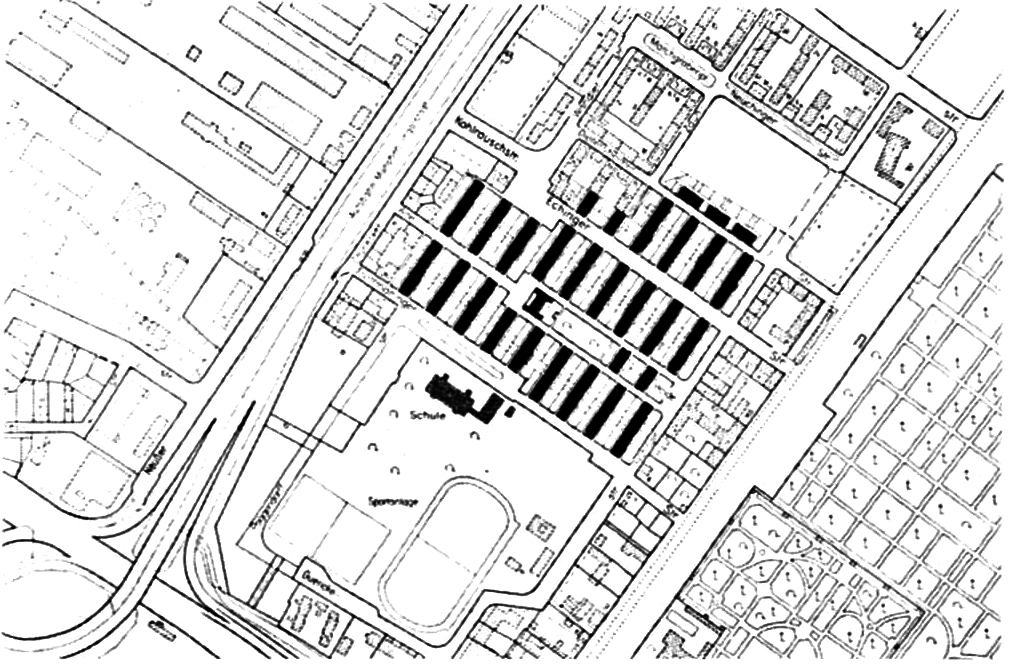
Lageplan der Siedlung Alte Heide in München von 1918

Als Zeilenbau oder Zeilenbauweise wird die Anordnung von langen, schmalen Wohngebäuden quer zur Verkehrsstraße bezeichnet. Die Gebäude werden dann durch Fußwege erschlossen. Diese Bauform entstand als Reaktion auf die Blockbebauung mit ihren engen Höfen einerseits und der Gartenstadtbewegung andererseits. Zeilenbauten setzen im Kontrast dazu auf Funktionalität in Form einer optimalen Ausrichtung aller Gebäude zu Luft und Sonne, wirtschaftlichen Argumenten, einer durchgehenden Begrünung der Zwischenräume und Lärmschutz durch Herausverlegung der Hauptverkehrsstraßen.
Abgesehen von der Anordnung in Zeilen können die Häuser sehr unterschiedlichen Charakter haben. Alleine in Karlsruhe-Dammerstock gibt es Doppelhäuser, Einfamilien-Reihenhäuser, Geschosswohnungsbauten mit Höhen von E+3 bis E+5 und ein Laubengang-Haus.
Die Nachteile der Zeilenbebauung wurden schon 1929 erkannt, als ein Architekturwettbewerb für die Reichsforschungssiedlung Haselhorst das Prinzip auf große Flächen übertrug. Es ergaben sich Eindrücke von Monotonie und fehlender Individualität.

## Entwicklung
Einzelne, unsystematische Vorläufer können schon in Werkssiedlungen des 19. Jahrhunderts gefunden werden, das Büro Lockwood and Mawson errichtete 1853 in Saltaire, England Bauten in etwa dieser Form. Als ausformuliertes Konzept entstand die erste Zeilenbebauung 1918 in München durch Theodor Fischer mit der Siedlung Alte Heide. Es folgten Bauten von Otto Haesler 1925 in Celle (Siedlung Georgsgarten), Walter Gropius zusammen mit Haesler 1929 in Karlsruhe-Dammerstock und Mart Stam 1928/29 in der Hellerhofsiedlung im Frankfurter Gallusviertel (hier mit Kopfbauten an der Straße).
Eine wesentliche Bedeutung hatte die Zeilenbebauung in Deutschland beim Wiederaufbau nach dem Zweiten Weltkrieg. In Stuttgart entstand beispielsweise ab 1948 der neue Stadtteil Hausen in Zeilenbebauung. Wegen der Gleichförmigkeit großer Siedlungen mit Zeilenbauten wurden die Bauten häufig aufgelockert, lose gruppiert und versetzt. Ab Ende der 1950er Jahre wurden die Erschließungsstraßen häufig im Bogen geführt und die Zeilenbauten locker darum angeordnet: Neue Vahr in Bremen, Frankfurt-Nordweststadt. Mit der Massenmotorisierung kamen Zeilenbauten aus der Mode, weil sie keine direkte Zufahrt zum Hauseingang ermöglichen.